# Віденська кав'ярня

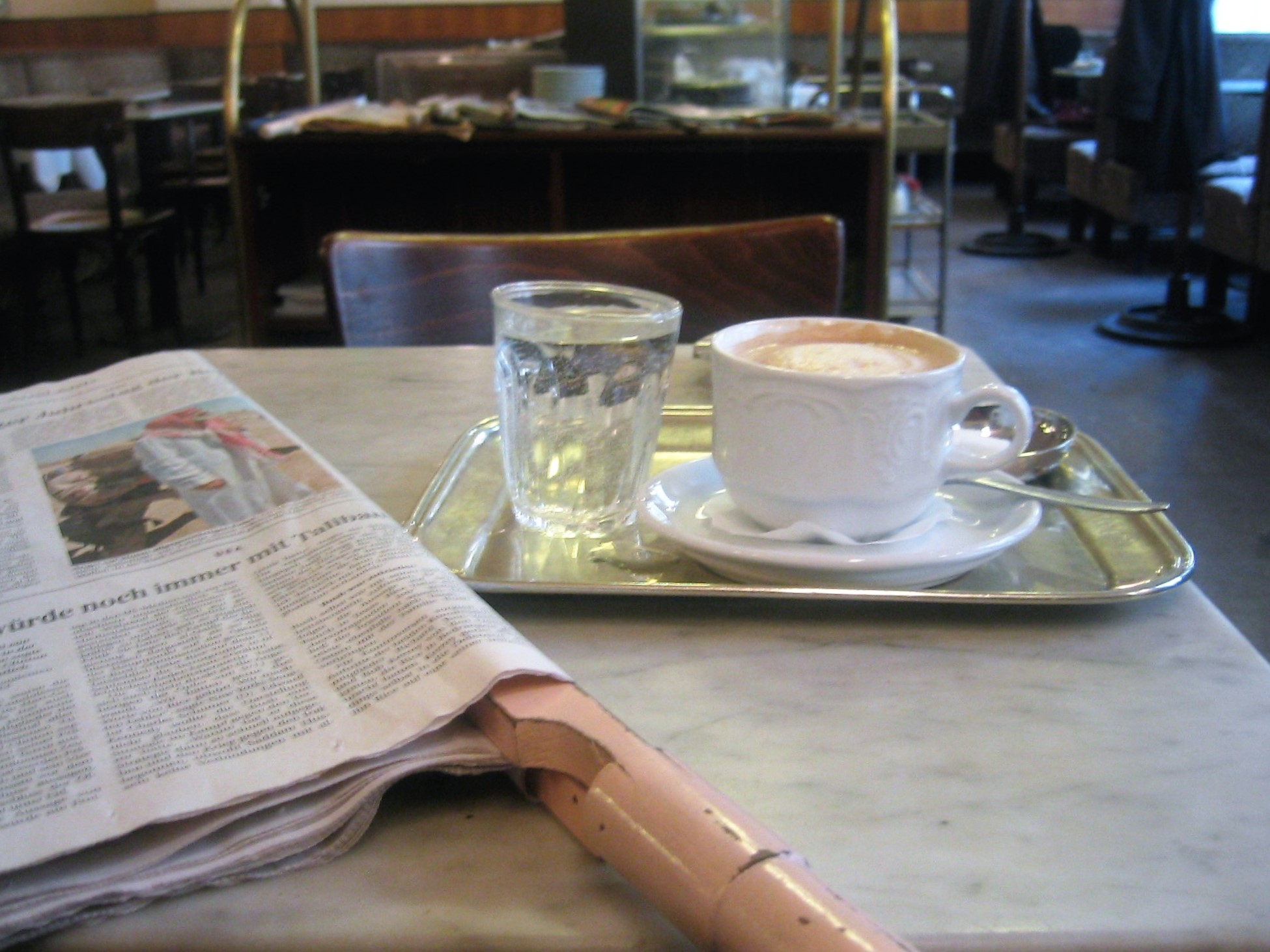
Звичаї віденських кав'ярень: кава, сервірована з стаканчиком води, і щоденна газета

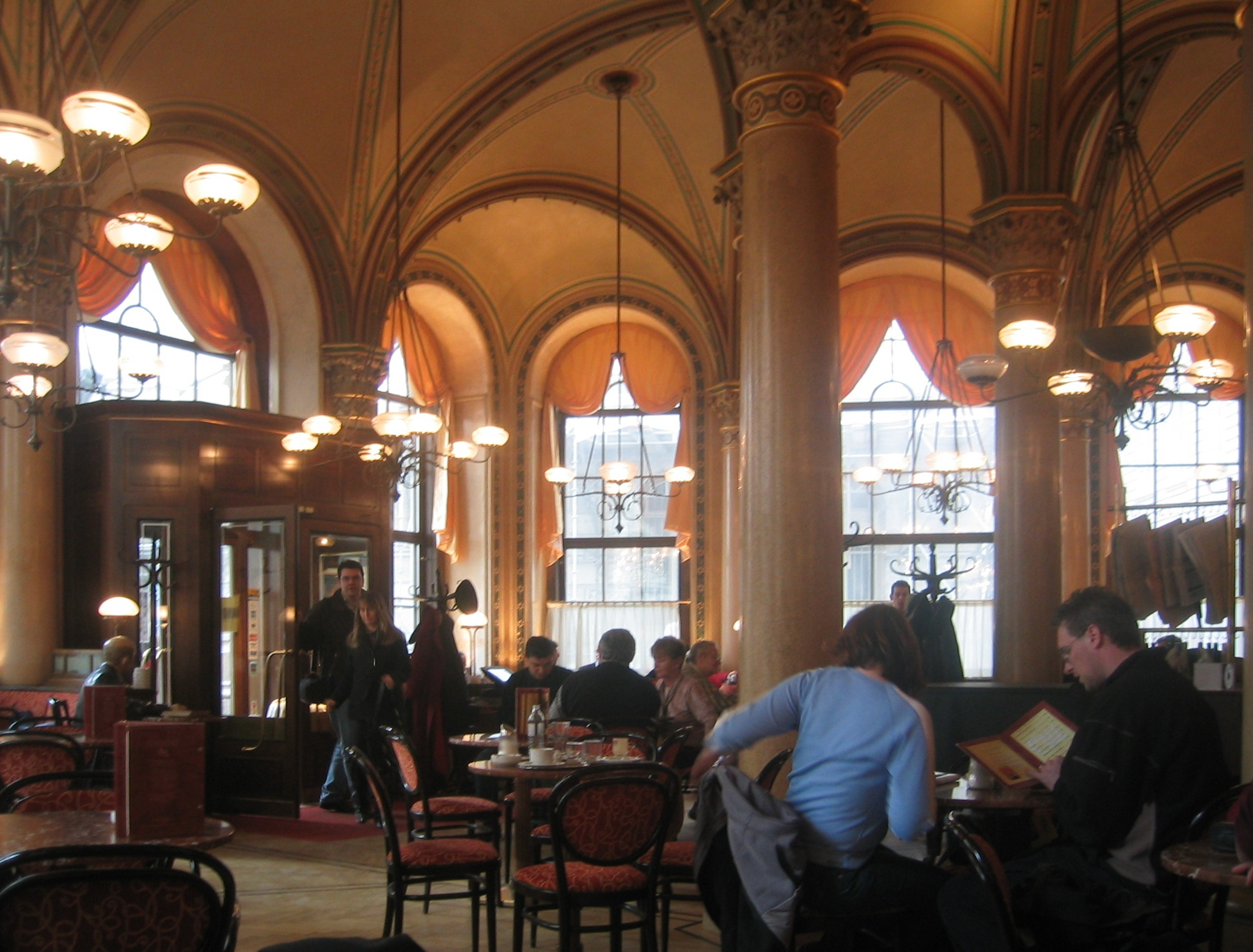
Інтер'єр кафе «Централь» у палаці Ферстеля

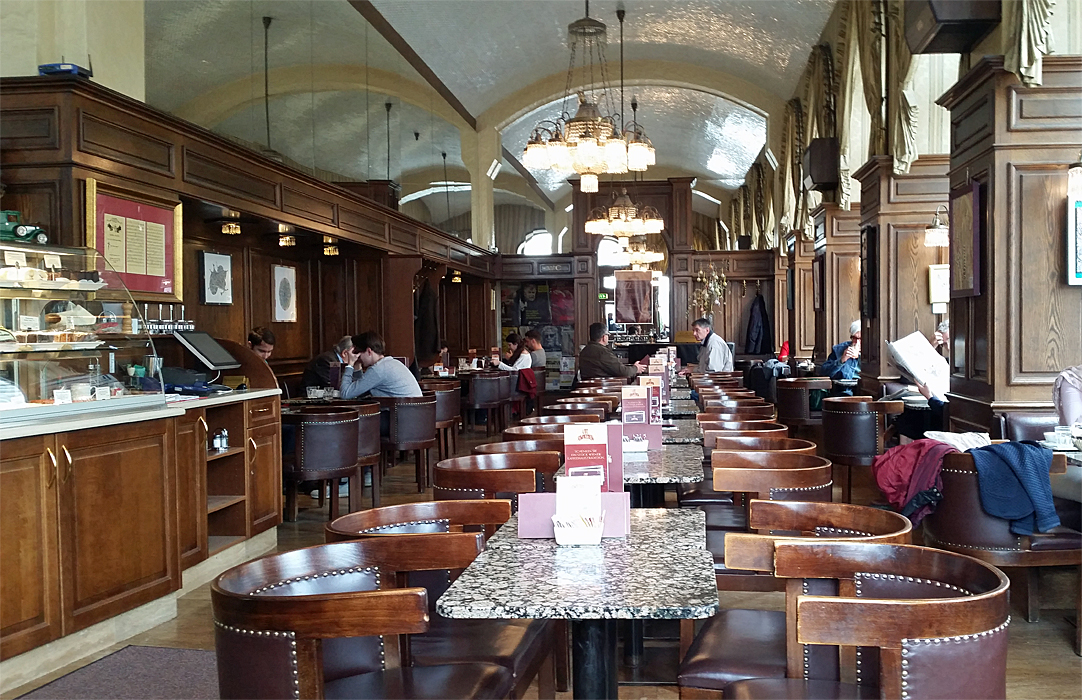
Інтер'єр кафе «Шварценберг»

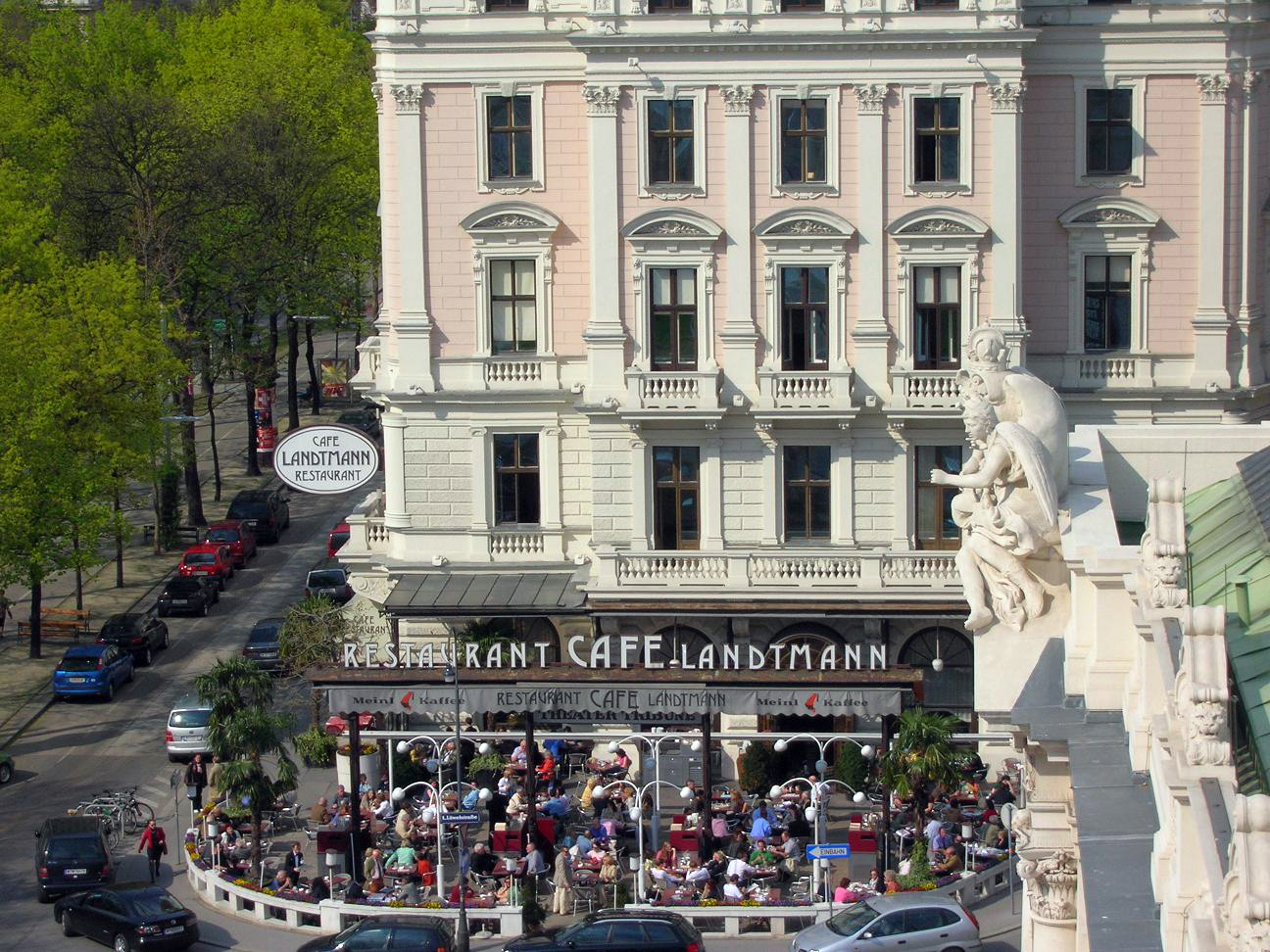
Шанігартен при кафе «Ландтман»

Віденська кав'ярня (нім. Wiener Kaffeehaus) — традиційне підприємство громадського харчування в Відні, донині грає значну роль в культурі австрійської столиці. У Відні налічується понад 1100 кафе різних видів, майже 1000 еспресо-бар і 200 кафе-кондитерських. У жовтні 2011 року ЮНЕСКО включила кавові традиції Відня в список нематеріальної культурної спадщини .

## Історія
Першу кав'ярню у Відні відкрив в 1683 році український козак та перекладач Юрій Франц Кульчицький. Але період розквіту віденських кав'ярень настав набагато пізніше, і культура споживання кави у Відні асоціюється безпосередньо з турецькими звичаями. Найкрасивіші і відомі кав'ярні з'явилися у Відні в другій половині XIX століття, коли місто переживало епоху стрімких перетворень. На парадній Рінгштрассе, що тоді забудовувалась, кав'ярні були спочатку включені в проєкт. Першим з них стало кафе «Шварценберг», що відкрився на Рінгштрассе в 1867 році навпроти площі Шварценбергплац. У 1970-ті роки кав'ярні у Відні виявилися на межі виживання: тоді здавалося, що така форма проведення часу вичерпала себе. Але криза була подолана в 1980-і роки, і кав'ярні впевнено процвітають по теперішній час. 
Віденський «кавовий менталітет» з його багатими традиціями не сприймає культуру підприємств самообслуговування, таких, як Starbucks. У віденських кав'ярнях відвідувачі залишаються надовго, щоб, запиваючи каву водою з стаканчика, спокійно почитати газети поодинці або зустрітися для спілкування з друзями. Письменник Петер Альтенберг охарактеризував кав'ярню як «не вдома, але і не на свіжому повітрі». У літній сезон віденські кав'ярні відкривають шанігартени зі столиками під відкритим небом. Майже у кожного вінця є своя улюблена кав'ярня, де він значиться в завсідників і знайомий з офіціантами. Крім того, кожна знаменита віденська кав'ярня обзавелася традиційної клієнтурою з певних соціальних чи професійних кіл. У кафе «Айлес» збираються представники світу мистецтв з Йозефштадт, чиновники з мерії вважають за краще кафе «Слука» під аркадами своєї ратуші. Віденські чехи зустрічаються в «Гавелко». «Грінштайдль» облюбували літератори, а політики і представники бізнесу - «Ландтман». Зірок віденської театральної сцени можна побачити в кафе «Шперле» або «Музеум». Іноземці, які постійно проживають у Відні, вважають за краще кафе «Європа» на Грабені. Кафе при готелі «Захер» - обов'язковий пункт програми відвідування австрійської столиці для туристів .